# ハイコンプリートモデルプログレッシブ
ハイコンプリートモデルプログレッシブはバンダイより発売されていた、1/200スケールのプラスチック製完成品玩具でガンプラの一種。略してハイコンプロ、HCM Pro とも呼ばれた。

## 特徴
2004年から発売されていた、塗装済み完成品プラモデル。完全塗装、完全可動を実現したガンダムのスケールモデルとして企画され、ガンプラで培った技術を結集した、バンダイ・ホビー事業部の新しいホビーブランドであった。スケールを超えた精密感を売りにしており、1/200でありながらマスターグレードにも劣らない精密な造形で作られていた。
フォースインパルスガンダムでは1/200での完全分離変形を再現、また、ヤクト・ドーガから始まった逆襲のシャアシリーズでは、大型モデルらしい高次元の塗装、可動、ディテールを実現し、1/200スケールに於ける到達点を提示した。2006年には、塗装の進化を目指した究極の全塗装バージョン・スペシャルペインテッドが立ち上がり、また、2007年にはハイコンプリートモデルプログレッシブで培われた全ての技術を集約し、1/144スケールにサイズアップしたハイスペックモデル・スーパーハイコンプリートモデルプログレッシブ、略してSHCM Pro、エスハイコンプロが発売されていた。
2009年に発売された商品を最後にブランドが終了し、同時期以降に発表された『劇場版 機動戦士ガンダム00 -A wakening of the Trailblazer-』『機動戦士ガンダムAGE』をはじめとするガンダム作品などの登場機体も商品化されていない。

## ラインナップ
基本的には1/200スケールの小型モデルとしてラインナップされていたが、大型の機体としてデストロイガンダムが発売された。
当初のラインナップはガンダムシリーズに限られていたが、2007年8月と9月にはヱヴァンゲリヲン新劇場版からエヴァンゲリオン初号機とエヴァンゲリオン零号機が発売されていた。

## 商品一覧

### ガンダムシリーズ

#### 単体商品
| No.   | 商品名                                                                            | 作品名                                                 | 発売時期   |
| ----- | --------------------------------------------------------------------------------- | ------------------------------------------------------ | ---------- |
| 01-00 | RX-78-2 ガンダム                                                                  | 機動戦士ガンダム                                       | 2004年06月 |
| 01-01 | RX-78-2 ガンダム ニューマーキングバージョン                                       | 機動戦士ガンダム                                       | 2007年03月 |
| 01-02 | RX-78-2 ガンダム ロールアウトカラーバージョン（限定品）                           | 機動戦士ガンダム                                       | 2007年09月 |
| 01-03 | RX-78-2 ガンダム -ジャブロー防衛戦-                                               | 機動戦士ガンダム                                       | 2008年08月 |
| 01-04 | RX-78-2 ガンダム アニメカラーバージョン                                           | 機動戦士ガンダム                                       | 2009年06月 |
| 02-00 | MS-06F 量産型ザクII                                                               | 機動戦士ガンダム                                       | 2004年06月 |
| 02-01 | MS-06F 量産型ザクII ニューマーキングバージョン                                    | 機動戦士ガンダム                                       | 2007年03月 |
| 03-00 | RX-77-2 ガンキャノン                                                              | 機動戦士ガンダム                                       | 2004年06月 |
| 03-01 | RX-77-2 ガンキャノン マスターマーキングバージョン                                 | 機動戦士ガンダム                                       | 2007年11月 |
| 04-00 | MS-09R リック・ドム                                                               | 機動戦士ガンダム                                       | 2004年06月 |
| 04-01 | MS-09R リック・ドム ニューマーキングバージョン                                    | 機動戦士ガンダム                                       | 2007年03月 |
| 05-00 | RX-75 ガンタンク                                                                  | 機動戦士ガンダム                                       | 2004年08月 |
| 05-01 | RX-75 ガンタンク ニューマーキングバージョン                                       | 機動戦士ガンダム                                       | 2007年03月 |
| 06-00 | RX-178 ガンダムMk-II（ティターンズカラー1号機）                                   | 機動戦士Ζガンダム                                      | 2005年05月 |
| 06-00 | RX-178 ガンダムMk-II（ティターンズカラー2号機）                                   | 機動戦士Ζガンダム                                      | 2005年05月 |
| 06-00 | RX-178 ガンダムMk-II（ティターンズカラー3号機）                                   | 機動戦士Ζガンダム                                      | 2004年09月 |
| 07-00 | MS-06S シャア専用ザクII                                                           | 機動戦士ガンダム                                       | 2004年11月 |
| 07-01 | MS-06S シャア専用ザクII マスターマーキングバージョン                              | 機動戦士ガンダム                                       | 2007年11月 |
| 08-00 | RX-78/C.A キャスバル専用ガンダム（08-01とセット品）                               | 機動戦士ガンダム ギレンの野望シリーズ                  | 2004年11月 |
| 08-01 | RX-78-3 G-3ガンダム（08-00とセット品）                                            | MSV                                                    | 2004年11月 |
| 09-00 | RMS-099 リック・ディアス                                                          | 機動戦士Ζガンダム                                      | 2005年01月 |
| 10-00 | MSN-00100 百式（絶版）                                                            | 機動戦士Ζガンダム                                      | 2005年03月 |
| 10-01 | MSN-00100 百式（ゴールドコーティング）                                            | 機動戦士Ζガンダム                                      | 2007年01月 |
| 11-00 | ZGMF-X56S フォースインパルスガンダム                                              | 機動戦士ガンダムSEED DESTINY                           | 2005年03月 |
| 12-00 | ZGMF-1000 ザクウォーリア                                                          | 機動戦士ガンダムSEED DESTINY                           | 2005年03月 |
| 12-00 | ZGMF-1000 ザクウォーリア（ハイネ機）                                              | 機動戦士ガンダムSEED DESTINY                           | 2005年03月 |
| 12-01 | ZGMF-1000 ザクウォーリア（ライブコンサートバージョン）                            | 機動戦士ガンダムSEED DESTINY                           | 2007年05月 |
| 13-00 | RX-178 ガンダムMk-II（エゥーゴ）                                                  | 機動戦士Ζガンダム                                      | 2005年04月 |
| 14-00 | MSA-003 ネモ                                                                      | 機動戦士Ζガンダム                                      | 2005年05月 |
| 15-00 | RMS-099 リック・ディアス（ブラックカラー）                                        | 機動戦士Ζガンダム                                      | 2005年05月 |
| 16-00 | MSM-07S シャア専用ズゴック                                                        | 機動戦士ガンダム                                       | 2005年07月 |
| 17-00 | MSM-04 アッガイ                                                                   | 機動戦士ガンダム                                       | 2005年08月 |
| 18-00 | ZGMF-X42S デスティニーガンダム                                                    | 機動戦士ガンダムSEED DESTINY                           | 2005年09月 |
| 18-01 | ZGMF-X42S デスティニーガンダム ディアクティブモード （19-01とセット品）           | 機動戦士ガンダムSEED DESTINY                           | 2005年10月 |
| 19-00 | ZGMF-X20A ストライクフリーダムガンダム                                            | 機動戦士ガンダムSEED DESTINY                           | 2005年10月 |
| 19-01 | ZGMF-X20A ストライクフリーダムガンダム ディアクティブモード （18-01とセット品）   | 機動戦士ガンダムSEED DESTINY                           | 2005年10月 |
| 20-00 | NRX-044 アッシマー                                                                | 機動戦士Ζガンダム                                      | 2005年11月 |
| 20-01 | NRX-044 アッシマー（グリーンダイバーズVer.）（限定品）                            | ガンダム新体験 グリーンダイバーズ                      | 2005年12月 |
| 21-00 | RX-178 ガンダムMk-IIコンプリートボックス （FXA-05D+フライングアーマー）           | 機動戦士Ζガンダム                                      | 2005年12月 |
| 22-00 | ZGMF-1000/A1 ガナーザクウォーリア（ルナマリア・ホーク専用機） （22-01とセット品） | 機動戦士ガンダムSEED DESTINY                           | 2006年01月 |
| 22-01 | ZGMF-1001/M ブレイズザクファントム（レイ・ザ・バレル専用機） （22-00とセット品）  | 機動戦士ガンダムSEED DESTINY                           | 2006年01月 |
| 23-00 | MSZ-006 Ζガンダム                                                                 | 機動戦士Ζガンダム                                      | 2006年02月 |
| 23-01 | MSZ-006-3 Ζガンダム3号機（グリーンダイバーズVer.）（限定品）                      | ガンダム新体験 グリーンダイバーズ                      | 2006年05月 |
| 24-00 | RX-139 ハンブラビ                                                                 | 機動戦士Ζガンダム                                      | 2006年03月 |
| 25-00 | RMS-106 ハイザック（ティターンズカラー）                                          | 機動戦士Ζガンダム                                      | 2006年04月 |
| 26-00 | MS-07B グフ                                                                       | 機動戦士ガンダム                                       | 2006年05月 |
| 27-00 | MS-06J 陸戦型ザクII                                                               | 機動戦士ガンダム                                       | 2006年05月 |
| 28-00 | MSN-03 ヤクト・ドーガ（ギュネイ・ガス専用機）                                     | 機動戦士ガンダム 逆襲のシャア                          | 2006年06月 |
| 29-00 | MSN-04 サザビー                                                                   | 機動戦士ガンダム 逆襲のシャア                          | 2006年07月 |
| 30-00 | RGZ-91 リ・ガズィ                                                                 | 機動戦士ガンダム 逆襲のシャア                          | 2006年08月 |
| 31-00 | MS-14S シャア専用ゲルググ                                                         | 機動戦士ガンダム                                       | 2006年08月 |
| 32-00 | MSN-03 ヤクト・ドーガ（クェス・エア専用機）                                       | 機動戦士ガンダム 逆襲のシャア                          | 2006年09月 |
| 33-00 | RX-93 νガンダム                                                                   | 機動戦士ガンダム 逆襲のシャア                          | 2006年10月 |
| 34-00 | AMS-119 ギラ・ドーガ                                                              | 機動戦士ガンダム 逆襲のシャア                          | 2006年11月 |
| 35-00 | AMS-119 ギラ・ドーガ（レズン・シュナイダー専用機）                                | 機動戦士ガンダム 逆襲のシャア                          | 2006年11月 |
| 36-00 | AMX-004 キュベレイ                                                                | 機動戦士Ζガンダム                                      | 2007年02月 |
| 37-00 | MS-14 量産ゲルググ（イグルー版）                                                  | 機動戦士ガンダム MS IGLOO                              | 2007年03月 |
| 37-01 | MS-14 ゲルググ（ヘルベルト・フォン・カスペン専用機）（限定品）                    | 機動戦士ガンダム MS IGLOO                              | 2007年03月 |
| 38-00 | RX-79[G] 陸戦型ガンダム                                                           | 機動戦士ガンダム 第08MS小隊                            | 2007年04月 |
| 39-00 | ZGMF-X10A フリーダムガンダム                                                      | 機動戦士ガンダムSEED DESTINY                           | 2007年04月 |
| 40-00 | GFAS-X1 デストロイガンダム                                                        | 機動戦士ガンダムSEED DESTINY                           | 2007年05月 |
| 41-00 | MS-06JC 陸戦型ザクII（第08MS小隊版）                                              | 機動戦士ガンダム 第08MS小隊                            | 2007年06月 |
| 42-00 | ORB-01 アカツキガンダム コンプリートセット                                        | 機動戦士ガンダムSEED DESTINY                           | 2007年07月 |
| 43-00 | RGM-89 ジェガン                                                                   | 機動戦士ガンダム 逆襲のシャア                          | 2007年09月 |
| 44-00 | GN-001 ガンダムエクシア                                                           | 機動戦士ガンダム00                                     | 2007年10月 |
| 45-00 | GN-002 ガンダムデュメナス                                                         | 機動戦士ガンダム00                                     | 2007年10月 |
| 46-00 | RX-79[G]Ez8 ガンダムEz8                                                           | 機動戦士ガンダム 第08MS小隊                            | 2007年11月 |
| 47-00 | GN-003 ガンダムキュリオス                                                         | 機動戦士ガンダム00                                     | 2007年12月 |
| 48-00 | RX-93-2 Hi-νガンダム                                                              | 機動戦士ガンダム 逆襲のシャア ベルトーチカ・チルドレン | 2007年12月 |
| 49-00 | GN-005 ガンダムヴァーチェ                                                         | 機動戦士ガンダム00                                     | 2007年12月 |
| 50-00 | RGM-79[G] 陸戦型ジム                                                              | 機動戦士ガンダム 第08MS小隊                            | 2008年01月 |
| 50-01 | RGM-79[G] ジム・スナイパー（限定品）                                              | 機動戦士ガンダム 第08MS小隊                            | 2008年02月 |
| 51-00 | MSJ-06IIA ティエレン地上型セット                                                  | 機動戦士ガンダム00                                     | 2008年03月 |
| 52-00 | MS-07B3 グフカスタム                                                              | 機動戦士ガンダム 第08MS小隊                            | 2008年04月 |
| 53-00 | MSJ-06IIE ティエレン宇宙型セット                                                  | 機動戦士ガンダム00                                     | 2008年05月 |
| 54-00 | XXXG-01D ガンダムデスサイズ                                                       | 新機動戦記ガンダムW                                    | 2008年05月 |
| 55-00 | XXXG-01W ウイングガンダム                                                         | 新機動戦記ガンダムW                                    | 2008年06月 |
| 56-00 | XXXG-01H ガンダムヘビーアームズ                                                   | 新機動戦記ガンダムW                                    | 2008年06月 |
| 57-00 | XXXG-01SR ガンダムサンドロック                                                    | 新機動戦記ガンダムW                                    | 2008年07月 |
| 58-00 | OZ-00MS トールギス                                                                | 新機動戦記ガンダムW                                    | 2008年08月 |
| 59-00 | XXXG-01S シェンロンガンダム                                                       | 新機動戦記ガンダムW                                    | 2008年09月 |
| 60-00 | GN-0000 ダブルオーガンダム                                                        | 機動戦士ガンダム00                                     | 2008年09月 |
| 61-00 | GN-006 ケルディムガンダム                                                         | 機動戦士ガンダム00                                     | 2008年11月 |
| 62-00 | GN-0000+GNR-010 ダブルオーライザー （ダブルオーガンダム+オーライザー）            | 機動戦士ガンダム00                                     | 2008年12月 |
| 63-00 | GN-007+GNR-101 アーチャーアリオスガンダム （アリオスガンダム+GN[ガン]アーチャー） | 機動戦士ガンダム00                                     | 2009年01月 |
| 64-00 | GN-008 セラヴィーガンダム                                                         | 機動戦士ガンダム00                                     | 2009年02月 |
| 65-00 | GNR-010 オーライザー                                                              | 機動戦士ガンダム00                                     | 2009年03月 |

#### G-BOX
- ジャブロー潜入セット （シャア専用ズゴック＋アッガイ×2） 2005年7月
- ホワイトベース討伐隊セット （ザクII陸戦用＋マゼラ・アタック＋キュイ） 2006年7月
- ジェットストリームアタックセット（ドム3体セット）  2006年12月
- 連邦軍MS小隊 最前線セット （陸戦型ガンダム＋ホバートラック＋マゼラ・アタック） 2008年9月

#### スペシャルペインテッド
- SP-001 MSN-04 サザビー 2006年11月
- SP-002 シャア専用リック・ドム 2007年3月
- SP-003 RX-93 νガンダム 2007年8月
- SP-004 RX-79[G] 陸戦型ガンダム 2007年11月
- SP-005 GN-001 ガンダムエクシア 2008年2月
- RX-78-2 ガンダム（機動戦士ガンダムDVD-BOX1 初回特典品） 非売品 2006年12月

#### エクストラペイントVer
- ガンダム×シャア専用ザク（キャンペーン専用モデル、1000台限定）

#### スーパーハイコンプリートモデルプログレッシブ
スケールは1/144。旧ハイコンプリートモデルで存在したサブブランドを踏襲している。
- RX-78-2 ガンダム 2007年6月
- MS-06S シャア専用ザク 2008年3月
- MS-06J ザクII（陸戦用） 2008年7月
- GN-001 ガンダムエクシア 2009年3月
- GN-001 ガンダムエクシアDX（リペアセット） 2009年3月
- RX-78-2 ガンダム（リアルタイプカラー） 2009年8月
- RX-0 ユニコーンガンダム 2009年10月

### その他の作品
- EV-001 エヴァンゲリオン初号機 2007年8月
- EV-002 エヴァンゲリオン零号機 2007年9月